# خطة أفيلا
خطة أفيلا هي خطة طوارئ عسكرية من قبل الجيش الفنزويلي للحفاظ على النظام العام في العاصمة الفنزويلية كاراكاس.

## التاريخ

### كاراكازو
تم تنفيذ خطة أفيلا لأول مرة في عام 1989 من قبل حكومة كارلوس أندريس بيريز ردًا على أعمال الشغب، في حدث أصبح يُعرف باسم كاراكازو. قتل المئات على يد الجيش والشرطة المسلحة. في 27 أغسطس 2002 وجدت محكمة الدول الأمريكية لحقوق الإنسان أن تنفيذ عام 1989 لخطة أفيلا أدى إلى انتهاكات جسيمة لحقوق الإنسان، وأمرت الحكومة الفنزويلية بمراجعة خططها العسكرية للطوارئ لتتوافق مع المعايير الدولية لحقوق الإنسان.

### محاولة انقلاب 2002
تم تفعيل خطة أفيلا بأمر من الرئيس آنذاك هوغو شافيز في منتصف نهار 11 أبريل 2002 ردًا على أحداث النظام العام التي أدت إلى محاولة الانقلاب الفنزويلية عام 2002. كان هذا الإجراء مخالفًا لقوانين دستور فنزويلا لعام 1999 التي وضعها شافيز والتي كانت سارية لمنع مذبحة أخرى مثل كاراكازو. رفض كبار أعضاء القوات المسلحة تنفيذ الخطة. عندما لم يتم العثور على الجنرال المسؤول في أي مكان عرض جنرال آخر هو خورخي غارسيا كارنيرو رئيس أكبر وحدة عسكرية في كاراكاس التدخل. ومع ذلك أحبط الجنود ذلك من خلال إغلاق طريق سريع وتحويل حركة مرور المدنيين إلى القاعدة العسكرية في فويرتي تيونا ومنع قواتها من المغادرة. عند الاتصال بالقاعدة تم إخبار اللواء أيضًا أن مجموعة من الجنرالات لديهم خطط لاعتقال الرئيس. قال القائد العام لوكاس رينكون ورئيس الجمعية الوطنية ويليام لارا إن الأمر الذي أصدره شافيز لم يكن لقمع السكان ولكن للحفاظ على النظام العام.